# Agelasta striata
Agelasta striata är en skalbaggsart som beskrevs av Hüdepohl 1990. Agelasta striata ingår i släktet Agelasta och familjen långhorningar. Inga underarter finns listade i Catalogue of Life.